# Jean Gottmann
Jean Gottmann (Járkov, Ucrania, 10 de octubre de 1915 - Oxford, Reino Unido, 28 de febrero de 1994) fue un geógrafo francés de origen ucraniano, quien es particularmente recordado por haber comenzado el estudio de las grandes conurbaciones urbanas o “megalópolis”. De hecho, fue él quien en 1961 acuñó ese término con su acepción moderna, haciendo en esa oportunidad especial referencia al corredor demográfico estadounidense conocido popularmente como BosWash (por las ciudades de sus extremos, Boston al norte y Washington D. C. al sur).
Sus principales contribuciones a la geografía humana tuvieron lugar en los subcampos de la geografía urbana, política, económica, histórica y regional. Sus especializaciones regionales abarcaban desde Francia y los Estados Unidos hasta Israel y el Japón.

## Primeros años
Nacido en Járkov, ciudad que por entonces formaba parte del Imperio ruso. Fue el hijo único de una próspera familia de origen judío, compuesta por Elie Gottmann y Sonia-Fanny Ettinger. No obstante sus "burgueses" padres resultarían muertos durante la revolución bolchevique de fines de 1917. Su tío Michel Berchin logró escapar con él hacia la capital francesa de París, donde continuaría con la crianza del por entonces infante.

## Carrera
Gottmann comenzó como un asistente de investigación en geografía humana en la universidad parisina de La Sorbona, tarea que desempeñó entre 1937 y 1941, bajo la guía de Albert Demangeon pero, luego de producida la invasión de Francia por parte de la Alemania nazi, debido a su origen judío se vio obligado a abandonar su puesto académico y posteriormente el mismo país.
Posteriormente encontró refugio en los Estados Unidos, donde logró obtener una beca de parte de la Fundación Rockefeller para poder costear sus estudios en el Instituto de Estudios Avanzados de la Universidad de Princeton. Durante la Segunda Guerra Mundial, en tiempos del esfuerzo bélico estadounidense, fue asesor consultivo de la Junta de Guerra Económica (Board of Economic Warfare) de Washington D. C.
También durante esos años se unió a la comunidad académica francesa exiliada que enseñaba en la New School for Social Research, y se convirtió en profesor de geografía en la Universidad Johns Hopkins, ejerciendo ese cargo entre 1943 y 1948. Paralelamente, entre 1946 y 1947, fue funcionario internacional de la por entonces recientemente creada Organización de las Naciones Unidas.
Luego de finalizada la guerra, comenzó a viajar repetidamente entre Francia y los Estados Unidos, en un esfuerzo por intentar explicarle la geografía humana estadounidense al público francés interesado y viceversa, la demografía europea a la audiencia norteamericana.
Su perspectiva multicultural le permitió conseguir una nueva beca de Paul Mellon para producir el primer estudio regional del estado de Virginia (1953-55), así como financiamiento de parte de la 20th Century Foundation para realizar su ahora clásico estudio del corredor demográfico del NE de los EE. UU., el cual pronto se convertiría en uno de los principales paradigmas de la geografía y planificación urbanas, al definir una región conurbana conformada a partir de varios núcleos urbanos inicialmente independientes.
En 1957 contrajo matrimonio con Bernice Adelson. En 1961 Fernand Braudel, Claude Lévi-Strauss y Alexandre Koyré lo invitaron que se uniese a la parisina Escuela de Altos Estudios en Ciencias Sociales (École des Hautes Études en Sciences Sociales), y en 1968 se convirtió en el director de la Facultad de Geografía de la británica Universidad de Oxford, cargo que ocuparía por el resto de su vida.
Más allá de su contribución al estudio de las megalópolis y la geografía urbana, también son de destacar sus trabajos teóricos sobre la distribución política del espacio geográfico como resultado de la interacción entre flujos de movimiento y sistemas simbólicos (iconografías).

## Premios y reconocimientos
En 1956 fue condecorado con la membresía honoraria de la estadounidense American Geographical Society, y en 1964 con la medalla Daly (también otorgada por la AGS).. Además en 1980 recibió la medalla Victoria, concedida por la británica Royal Geographical Society.

## Obras
La bibliografía de Jean Gottmann es bastante prolífica, ya que abarca cerca de 400 escritos de distinta extensión. La siguiente es una pequeña selección de sus libros y papers académicos más relevantes o destacados.
- L'homme, la route et l'eau en Asie sud-occidentale (“El hombre, la ruta y el agua en Asia sudoccidental”, 1938)
- De la méthode d'analyse en géographie humaine, Annales de Géographie (“Del método de análisis en geografía humana, Anales de geografía”, 1947)
- L'Amerique (“América”, 1949)
- A geography of Europe (“Geografía de Europa”) 1950, segunda edición en 1969)
- La politique des Etats et leur géographie (“La política de los Estados y su geografía”, 1952)
- Virginia at mid-Century (“Virgina a mitad de siglo”, 1955)
- Les marchés des matières premières (“Los mercados de materias primas”, 1957)
- Etudes sur l'Etat d'Israel (“Estudios sobre el Estado de Israel”, 1958)
- Megalopolis (“Megalópolis”, 1961)
- Essais sur l'amenagement de l'espace habité (“Ensayos sobre el desarrollo del espacio habitado”, 1966)
- The significance of territory (“La significación del territorio”, 1973)
- Centre and Periphery (“Centro y Periferia”, 1980)
- La città invincibile (“La ciudad invisible”, 1983)
- Since Megalopolis (“A partir de megalópolis”, 1990)
- Beyond Megalopolis (“Más allá de megalópolis”, 1994)